# Calliergon orbicularicordatum
Calliergon orbicularicordatum là một loài rêu trong họ Amblystegiaceae. Loài này được Renauld & Cardot Broth. mô tả khoa học đầu tiên năm 1909.